# Mejaši (Split)
Mejaši – dzielnica Splitu, drugiego co do wielkości miasta Chorwacji. Zlokalizowana jest we wschodniej i północno-wschodniej części miasta, ma 5 304 mieszkańców i 3,61 km² powierzchni.
Obszar dzielnicy Mejaši ograniczają:
- od południa – ulica Kralja Držislava,
- od zachodu – ulica Zbora Narodne Garde (wschodnia obwodnica Splitu).

Z dzielnicą Mejaši sąsiadują:
- od północy – miasto Solin,
- od wschodu – miejscowość Kamen wchodząca w skład miasta Split,
- od południowego wschodu – dzielnica Splitu Sirobuja,
- od południa – dzielnica Splitu Žnjan,
- od zachodu – dzielnice Splitu Visoka, Pujanke i Neslanovac.